# Abe Yoshiteru
Yoshiteru Abe (安倍吉輝 Abe Yoshiteru), född 28 september 1941 död 25 oktober 2009, är en japansk professionell go-spelare. Abe bor idag i Tokyo.

## Biografi
Abe föddes i Miyagi prefektur, Japan. 1954 blev han en insei. Hans far Okada Yumiko  var också en go-spelare och hade rank 4 dan.